# XPInstall

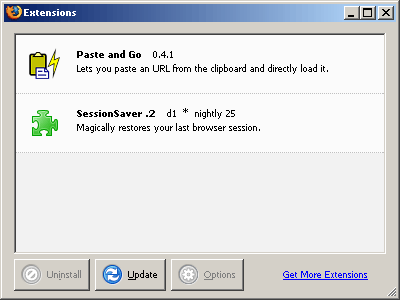
Okienko dialogowe rozszerzeń Firefoksa

XPI (ang. cross platform install – instalacja wieloplatformowa) – technika używana w programach z rodziny Mozilla oraz innych, opartych na języku XUL, służąca do instalowania rozszerzeń do tych programów. Moduł instalacyjny XPI to archiwum ZIP, w którym znajdują się:
- skrypt instalacyjny, który zawiera dyrektywy sterujące procesem instalacji rozszerzenia
- pliki, zależne od danego rozszerzenia